# كورت يواخيم فيشر
كورت يواخيم فيشر (بالألمانية: Kurt Joachim Fischer)‏ هو منتج أفلام وكاتب سيناريو ومؤلف وكاتب ألماني، ولد في 1 يونيو 1911 في كونستانس في ألمانيا، وتوفي في 14 مارس 1979 في شتوتغارت في ألمانيا.

## وصلات خارجية
- كورت خواكيم فيشر على موقع IMDb (الإنجليزية)
- كورت خواكيم فيشر على موقع قاعدة بيانات الفيلم (الإنجليزية)
- كورت خواكيم فيشر على موقع كينوبويسك (الروسية)